# Golinja
Golinja falu Horvátországban, Sziszek-Monoszló megyében. Közigazgatásilag Gvozd községhez tartozik.

## Fekvése
Sziszektől légvonalban 33, közúton 50 km-re nyugatra, Károlyvárostól légvonalban 32, közúton 54 km-re délkeletre, községközpontjától légvonalban 10, közúton 16 km-re északkeletre, a Kordun keleti részén, az úgynevezett Báni végvidéken, a Vrginmostról Lasinjára vezető főút keleti oldalán Bović és Čremušnica között levő dombok közt szétszórtan fekszik. Főbb településrészei Brujući, Ivkovići, Milojevići, Gledići, Kekići, Piljovi, Rebrače, Radanovići és Išeci az itt élő családok neveit viselik. Išeci kivételével, melynek lakossága horvát, valamiennyi településrész szerb nemzetiségű.

## Története
A település a  környék számos településéhez hasonlóan a 17. század vége felé népesült be, amikor Bosznia területéről menekülő pravoszláv szerbek érkeztek ide. A falu a katonai határőrvidék része lett. A 18. század közepén megalakult a Glina központú első báni ezred, melynek fennhatósága alá ez a vidék is tartozott. 1881-ben megszűnt a katonai közigazgatás. A településnek 1857-ben 586, 1910-ben 570 lakosa volt. Zágráb vármegye Vrginmosti járásához tartozott. Lakói szegény földművesek voltak. 1918-ban az új szerb-horvát-szlovén állam, majd később Jugoszlávia része lett. A második világháború idején szerb többségű lakossága részben elmenekült, de sokakat meggyilkoltak, elhurcoltak, mások pedig partizánnak álltak. 1941 decemberében az ellenséges erők teljesen lerombolták a települést. A faluból 108-an vettek részt a felszabadító harcokban, közülük 36-an harcosként estek el a harcok során, míg 99 főt az usztasák és a németek gyilkoltak meg 51-en a tífuszjárvány áldozatai lettek és további 11 lakos lett a harcok áldozata. A település teljes embervesztesége 197 fő volt.
A háború után megindult az újjáépítés. A délszláv háború idején szerb lakossága a jugoszláv és szerb erőket támogatta. A Krajinai Szerb Köztársaság része volt. A horvát hadsereg a Vihar hadművelet keretében 1995. augusztus 7-én foglalta vissza települést, melyet teljesen leromboltak. A szerb lakosság elmenekült, de később néhányan visszatértek. 2011-ben 38 lakosa volt, akik főként mezőgazdasággal és állattartással foglalkoztak.

## Népesség
| Lakosság változása | Lakosság változása | Lakosság változása | Lakosság változása | Lakosság változása | Lakosság változása | Lakosság változása | Lakosság változása | Lakosság változása | Lakosság változása | Lakosság változása | Lakosság változása | Lakosság változása | Lakosság változása | Lakosság változása | Lakosság változása |
| ------------------ | ------------------ | ------------------ | ------------------ | ------------------ | ------------------ | ------------------ | ------------------ | ------------------ | ------------------ | ------------------ | ------------------ | ------------------ | ------------------ | ------------------ | ------------------ |
| 1857               | 1869               | 1880               | 1890               | 1900               | 1910               | 1921               | 1931               | 1948               | 1953               | 1961               | 1971               | 1981               | 1991               | 2001               | 2011               |
| 586                | 528                | 434                | 542                | 573                | 570                | 598                | 747                | 621                | 497                | 482                | 416                | 360                | 270                | 65                 | 38                 |